# Sematophyllum loxense
Sematophyllum loxense là một loài rêu trong họ Sematophyllaceae. Loài này được (Hook.) Mitt. mô tả khoa học đầu tiên năm 1869.